# 三内山
三内山（みうちざん）は、福井県敦賀市と美浜町の境界に位置する山である。

## 概要
敦賀半島の付け根に位置し、山頂には三等三角点(基準点名「原」)がある。敦賀市街から望むと、均整の取れた三角形の姿に見える。東尾根は西福寺から気比の松原方向へ伸び、尾根途中に白い正方形の反射板が設置されている。南尾根は旗護山を経て関峠に連なっている。北尾根は馬背峠、西方が岳、蠑螺が岳につながり、敦賀半島中央部を縦断している。南北の尾根は、現在の市町境界、また旧国名の若狭国と越前国の若越国境に相当する。

## 登山
一般的な登山道はなく、送電線の巡視路を利用する。主な登り口は、敦賀市縄間の馬背峠トンネル手前からの北側ルート、敦賀市西原からの南側ルートがある。両ルートをつないだ縦走も可能である。山頂は見通しがきかないが、登山中は敦賀湾を眺望でき、コナラやブナ林が広がり、新緑や紅葉を楽しむことができる。

## 周辺の山
- 旗護山
- 西方が岳
- 蠑螺が岳